# Henrik Weßel
Henrik Weßel (* 9. Januar 1985 in Marl) ist ein deutscher Volleyball- und Beachvolleyballspieler.

## Karriere Halle
Henrik Weßel spielte in seiner Jugend Hallenvolleyball beim heimischen VC Marl, bei den RWE Rhein-Ruhr Volleys und beim Rumelner TV, mit dem er 2005 Deutscher A-Jugendmeister wurde. Später spielte der Mittelblocker beim Zweitligisten VCB Tecklenburger Land und dann wieder in seiner Heimat bei den Regionalligisten VC Marl und TuB Bocholt. 2009 wechselte Weßel wieder in die 2. Bundesliga Nord zum TSV Bayer Leverkusen und wurde hier 2010 Meister. Danach spielte er ein halbes Jahr beim Bundesligisten A!B!C Titans Berg. Land, kehrte dann aber wieder zum TSV Bayer Leverkusen zurück. Nach zwei Jahren beim Heimatverein VC Marl in Oberliga und Regionalliga spielt Weßel seit 2013 wieder in der 2. Bundesliga beim Rumelner TV.

## Karriere Beach
Henrik Weßel ist auch im Beachvolleyball aktiv. Seine Standardpartner auf der Smart Beach Tour und anderen nationalen Turnieren waren von 2006 bis 2009 sein Bruder Marten Weßel, 2010 und 2011 Valentin Begemann sowie 2012 und 2013 Sebastian Prüsener, mit dem er bei den deutschen Meisterschaften 2012 in Timmendorfer Strand Platz 13 belegte.

## Berufliches
Henrik Weßel arbeitet als Physiotherapeut in Herne. Er ist außerdem für die U23-Mannschaft von Rot-Weiss Essen in der Fußball-Oberliga Niederrhein tätig.